# Эгё
Эгё (кор. 애교?, 愛嬌?) — корейское слово, означающее «милый», «миловидный», «очаровательный», «прелестный», «прекрасный», «дружелюбный». На корейском языке обозначает проявление привязанности, часто выражаемое, в том числе посредством милого/детского голоса, мимики и жестов. Такое поведение очень популярно в Южной Корее, и используется для демонстрации привязанности к близким, семье или друзьям. Используется как женщинами, так и мужчинами, в том числе k-pop-идолами. В реальной бытовой жизни корейцы не так часто используют эгё, в основном эгё часто используется в южнокорейских дорамах или романтических комедиях. Популярными способами выражения эгё являются: детский голос, чрезмерно частое использование термина «оппа» (женщиной — по отношению мужчине старше неё), милых жестов, таких как имитация кошачьих ушек, жеста виктория, или жеста «сердце» руками. Ближайшим аналогом эгё является концепция японской эстетики «каваии» и «амаэ», а также его можно сравнить с китайским термином «сацзяо» (撒娇).

## Распространение
Эгё играет огромную роль в современной южнокорейской поп-культуре, особенно в гёрл-группах. Эгё доминирует в южнокорейской поп-культуре с момента появления первой успешной k-pop гёрл-группы «S.E.S.» в 1997 году. Одним из самых известных примеров эгё является видеоклип песни «Gee» группы «Girls’ Generation», где участницы используют преувеличенно детские танцевальные движения.
Несмотря на то, что эгё практикуют в основном гёрл-группы, бой-бэнды часто используют эгё для фансервиса. Маннэ, самый молодой член группы, часто (но не всегда) использует эгё. Для некоторых исполнителей эгё — это просто продолжение их нормального поведения, поощряемое продюсерами групп. По мере того, как исполнители вырастают из юношей в более зрелых мужчин, эгё в их выступлениях меняется: теперь оно используется для вызова ностальгии по более раннему сценическому образу исполнителей. Эгё используется сродни исполнению старых хитов: для развлечения и удовлетворения ожиданий поклонников.

## Последствия для положения женщин в обществе
Эгё влияет на то, как ведут себя молодые южнокорейские женщины, особенно в романтических отношениях. Например, использование характерных жестов и выражений лиц на фотографиях часто встречается у многих молодых женщин в Южной Корее. Для женщин эгё почти становится способом достижения своих целей и выхода из неудобных ситуаций: так, используя детские интонации, женщина может выражать социально неприемлемый для неё уровень агрессии. Тем не менее, ожидание эгё от всех женщин является формой давления на них, так как инфантильность начинает восприниматься как обязательный компонент личности всех женщин, а сама необходимость его использования отражает неравное распределение власти между мужчинами и женщинами в корейском обществе.